# Miriam Belchior
Miriam Aparecida Belchior (Santo André, 5 de fevereiro de 1958) é uma professora, engenheira de alimentos e servidora pública brasileira filiada ao Partido dos Trabalhadores (PT). É ex-ministra do Planejamento, Orçamento e Gestão e ex-presidente da Caixa Econômica Federal durante o governo Dilma Rousseff. Desde janeiro de 2023 é Secretária-executiva da Casa Civil do Brasil.

## Biografia
Miriam Belchior nasceu em 5 de fevereiro de 1958 na cidade de Santo André. Graduou-se em engenharia de alimentos pela Universidade Estadual de Campinas (UNICAMP), com mestrado em Administração Pública e Governamental da Escola de Administração de Empresas de São Paulo (EAESP) da Fundação Getulio Vargas (FGV). Foi professora, até 2008, e teve assento no conselho de administração da Eletrobras. Foi casada com o ex-prefeito de Santo André, Celso Daniel, tendo se divorciado em 1996.
Secretária de Administração e Modernização Administrativa da Prefeitura de Santo André de 1997 a 2000. Coordenou o Programa de Modernização Administrativa, selecionado como uma das 100 melhores práticas públicas do mundo pela Organização das Nações Unidas (ONU) em 2000. Secretária de Inclusão Social e Habitação da Prefeitura de Santo André, de 2001 a 2002. Coordenou o Programa Santo André Mais Igual, selecionado como uma das 10 melhores práticas públicas do mundo pela ONU, em 2002.

### Casa Civil e PAC
Integrou a equipe de transição do governo Lula em 2002. Entrou para o governo de Luiz Inácio Lula da Silva como assessora especial do Presidente da República, exercendo o cargo de janeiro de 2003 a junho de 2004.
A partir de julho de 2004, foi nomeada para o recém-criado cargo de subchefe de Articulação e Monitoramento da Casa Civil da Presidência da República, pelo qual permaneceria até o fim do governo Lula. Belchior foi responsável por articular a ação de governo e monitorar os projetos estratégicos. 
Em 2007 ocupou a secretaria executiva do Programa de Aceleração do Crescimento (PAC). A partir de abril de 2010, com a saída da então ministra Dilma Rousseff do governo, tornou-se Coordenadora Geral do PAC. Em 2010 chegou a ser cotada para o cargo de ministra-chefe da Casa Civil após a renúncia de Erenice Guerra que envolvida por denúncias, quando acabou sendo afastada.

### Ministério do Planejamento e Presidência da CEF
Em 24 de novembro foi confirmada para o cargo de ministra do Planejamento, Orçamento e Gestão, sucessora de Paulo Bernardo.
Em 23 de fevereiro de 2015 assumiu a presidência da Caixa Econômica Federal, substituindo Jorge Fontes Hereda. Quando assumiu o comando da Caixa houve boatos de que seria responsável por executar o processo de abertura de capital da instituição, o que já foi negado pela própria presidente Dilma Rousseff, mantendo a Caixa na condição de maior banco totalmente público da América Latina.
Em 25 de maio de 2016 foi exonerada da presidência da Caixa Econômica Federal, após a substituição da presidente Dilma Rousseff pelo seu vice Michel Temer, em face do processo de impeachment que afastou Dilma da presidência do país.